# Трейлех О'Карулань
Тре́йлех О'Ка́рулань (ірл. Toirdhealbhach Ó Cearbhalláin, [ˈt̪ˠɾˠeːl̪ˠəx oː ˈcaruːl̪ˠaːnʲ]; нар. 1670 — пом. 25 березня 1738) — сліпий ірландський арф'яр, композитор та співак, якого вважають національним композитором Ірландії та останнім ірландським бардом.
Існує багато суперечок щодо правильного написання та вимови прізвища композитора. Англійською є два варіанти — Carolan та O'Carolan. Сам же він уживав прізвище Cearbhalláin, без Ó.
Народився неподалік від села Ноббер (Nobber), та невдовзі родина переїхала до Болліфарнан (Ballyfarnan), де його батько працював на родину Макдермоттів (MacDermott). Вони також зауважили музичний талант малого Трейлеха. У віці 18 років хлопець захворів віспою, внаслідок чого осліп. Відтак три роки вчився грі на кельтській арфі, після чого вирушив мандрувати Ірландією.
47 років подорожував всім краєм, забезпечуючи себе завдяки музичним виступам. У своїх творах сполучав народні та класичні мотиви. До нашого часу дійшло 220 його музичних творів. Вперше частину з них було опубліковано лише через чотири роки після його смерті. Карулань мав велику славу, його похорон став значною подію, на яку зібралася велика кількість людей.
Один із його творів використовує британська армія, Foot Guards під час церемонії «Trooping the Colour».